# Johan Casparsson Poppelman

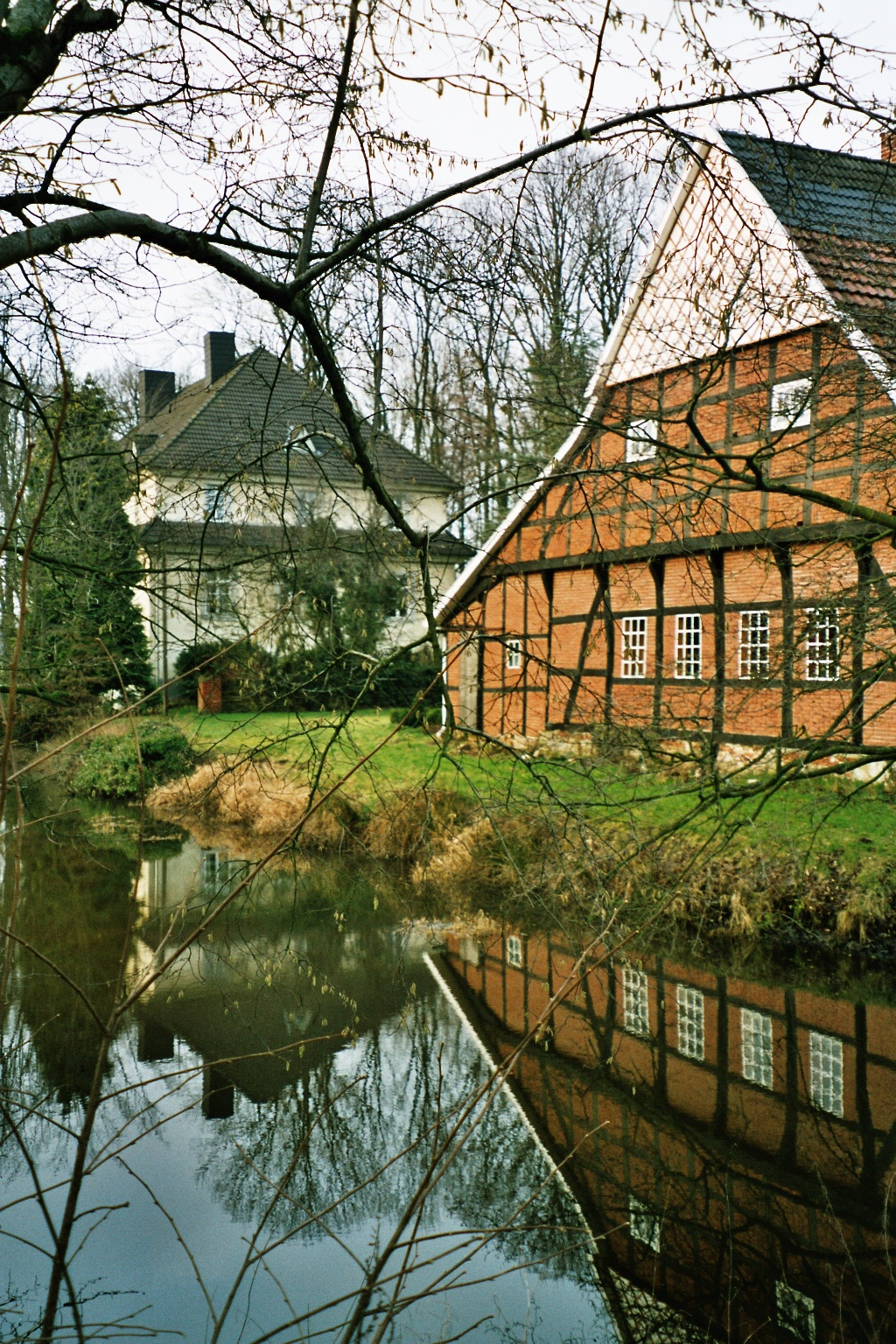
Gut Ihorst Holdorf, numera restaurang i byn Holdorf.

Johan Casparsson Poppelman, även Johan Casparsson, Johan Poppelman, Kaspar Poppelman och John Pöppelman, född 1605-1610 i Tyskland, död 16 juli 1658, var en tysk-svensk bryggare. Han var verksam och bosatt större delen av sitt liv i Göteborg och Varberg.

## Bakgrund
Johan föddes någon gång 1605-1610 i Tyskland, troligtvis som John Pöppelman, troligen i den lilla byn Grandorf i kommunen Holdorf i Niedersachsen. Johan var son till Caspar Pöppelman som också hade dottern Anna Poppelman. Båda syskonen utvandrade till Sverige.

## Göteborg och Varberg

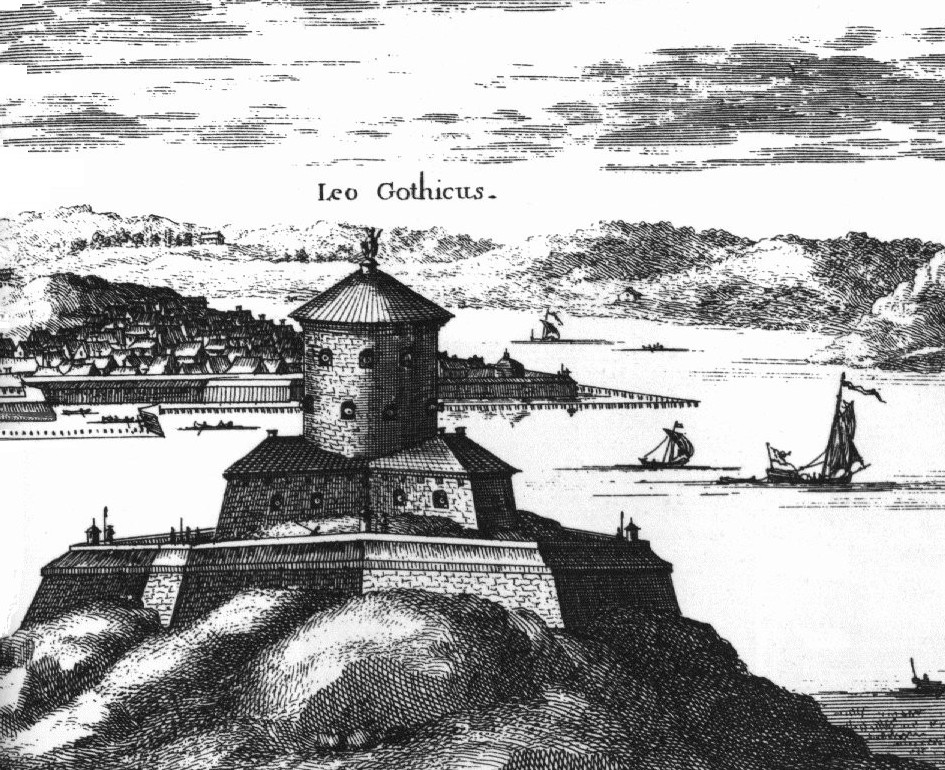
Gullbergs fästning, så som det såg ut omkring 1690.

Johan kom till Göteborg där han första gången nämns 1624 som tolagsskrivare och han arbetade från 1628 under många år som sekreterare vid rådhuset i Göteborg. Senare, 1645, blev han tulladministratör i Varberg. Han är mestadels omskriven som just sjötullinspektör i Varberg, men detta var endast en tillfällig kommendering mellan åren 1645 och 1649, när Halland blivit svenskt efter freden i Brömsebro.
Någon gång under hans första år träffade 1624-1628 träffade Johan sin blivande fru Catharina Krakow som han gifte sig med 1628. Hon var dotter till Mårten Krakow, känd för sitt försvar av Gullbergs fästning 1612 och väl belönad av Gustav II Adolf i form av fastigheter i och runt Göteborg.

## Översättare, fastighetsägare och bryggare
Johan Casparsson Poppelman uppges vara först med att skriva Göteborgs stads protokoll på svenska språket i stället för tyska (1638), vilket är en historisk händelse men kanske lika spännande är det faktum att hans grundade Göteborgs första bryggeri tillsammans med sin hustru Catharina Krakow.
År 1644 fick Poppelman en bättre belägen tomt vid Stora torget i Göteborg på nuvarande Börshusets plats av sin svåger Jürgen von Lengerken. Det var tomten nr 41 i 5:e roten, vilket motsvarar nordvästra hörnet vid korsningen Västra Hamngatan och dåvarande Holländargatan, nuvarande Drottninggatan. Jürgen von Lengerken var en stor markägare i Göteborg. Tomten utgör idag en del av kvarteret Kommerserådet. Johan ägde även tomterna nr 38 och 39 i Göteborg.
Jürgen var gift med den andra kända dottern till Mårten Krakow och Emerentia Pauli, Cecilia Krakow. Efter Jürgens död var Cecilia känd som en av de rikaste kvinnorna i Göteborg. Det var hon som nedtecknade föräldrarnas bravader på Gullbergs fästning 1612.
När Johan Casparsson Poppelman 1649 återvände till Göteborg anlade han tillsammans med hustrun, på tomten nr 41, Poppelmans Bryggeri för vilket han erhöll bryggarrättigheter från Göteborgs stad. Eventuellt fanns ett bryggeri grundat av Johan och hans hustru redan 1638 men det bör då ha varit utan stadens gillande (Bryggerinäringens accislängd skapades 1649 och själva Bryggerigillet skapades först 1661) och den låg troligtvis på annan plats.
Dessa bryggarrättigheter övertogs efter hans död 1658 av hustrun Catharina Krakow och sedan i tur och ordning av en son Mårten Poppelman en kort tid endast, och sedan av en dotter till Johan; Emerentia Poppelman,  borgmästare Anders Gunnarsson Stillman. Bryggeriet stannade sedan i släkten i sju generationer och lades inte ner förrän 1835. 
Vid den stora branden i Göteborg 1721 flyttades Poppelmans bryggeri till Stigbergstorget och på Johan Casparsson Poppelmans gamla tomt uppfördes sedermera Chalmerska huset

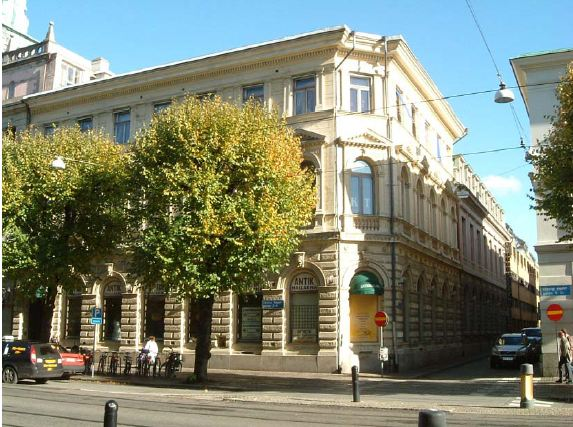
På denna tomt i hörnet av Västra Hamngatan och Holländargatan (nuv Drottninggatan) och med en bakgård med lastkaj vid Stora Hamnen låg familjen Poppelmans bryggeri

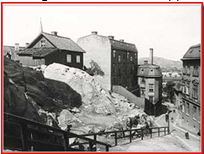
Efter den stora branden 1721, då det första Poppelmans bryggeri brann ner, förlade den driftiga Emerentia Poppelman tillsammans med sin man ett nytt bryggeri på Stigbergstorget - ett stenkast från kajen där båtarna från Ostindiekompaniet lade till

En av de mer kända platserna för de olika Poppelmanska bryggerierna i 7 generationer, var när det drevs av en dotterdotter till Johan, även hon med namnet Emerentia Poppelman, och hennes man Cornelis Schael på nuvarande Stigbergstorget. Detta låg då på armlängsavstånd från kajen där båtarna från Ostindiska kompaniet lade till.

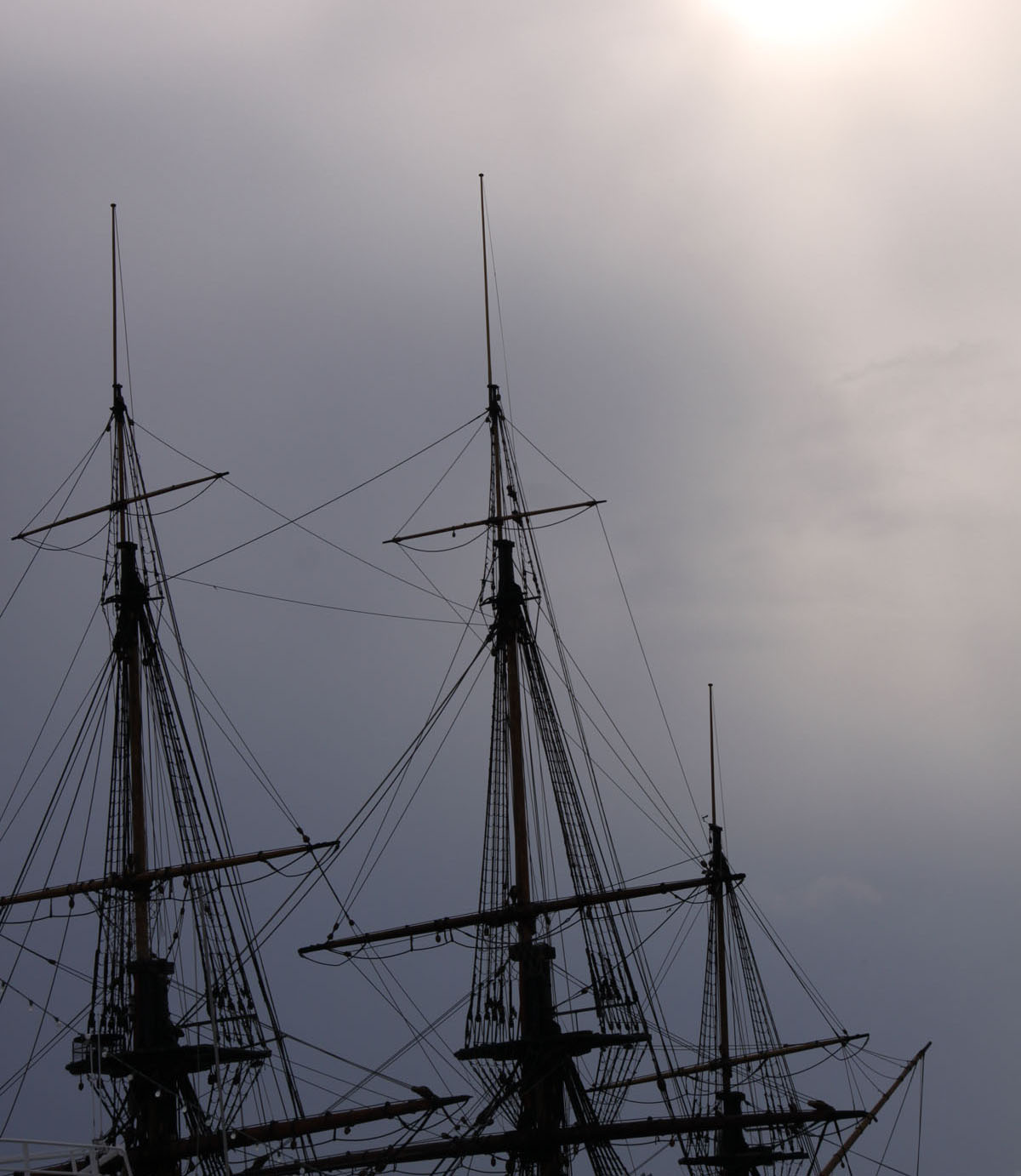
Götheborg, (Ostindiefararen)

Namnet Poppelmans bryggeri återupptogs när Poppels bryggeri startade 2012. En av ägarna är släkt med den förste Johan Casparsson Poppelman och verksamheten förlades till Mölnlycke fabriker strax utanför Göteborg under namnet Poppels Bryggeri AB. 2016 flyttar Poppels sin verksamhet till Jonsereds fabriker.

## Gator i Göteborg
I Göteborg finns en gata - Poppelmansgatan - i Kålltorp vid Östra Kyrkogården. Den är uppkallad efter en av sönerna till Johan Casparsson Poppelman, biskopen Johannes Caspari Poppelman (även kallad enbart Johan Poppelman). 
Även svärfadern Mårten Krakow och svärmodern Emerentia Pauli har gator uppkallade efter sig i Göteborg, Mårten Krakows gata (förbi gasklockan mot Götatunneln idag) och Emerentias backe (- vid Skansen Lejonet, där en gång Gullbergs fästning stod, och där Emerentia Pauli och hennes man Mårten Krakow så tappert ledde försvaret av Gullbergs fästning 1612.

## Namnet Casparsson
Namnet Casparson tog/fick han troligtvis när han anlänt till Sverige. I Tyskland förekom inte vid denna tid att sonen tog faderns förnamn med –son tillägget. Johans barn kom enligt tysk sed senare att kalla sig enbart Poppelman. 

## Barn
Catharina Krakow och Johan Casparsson Poppelman fick dessa barn:
- Kaspar Poppelman. Född uppskattat 1629. Död före 1 december 1692 [7].
- Margareta Poppelman. Född beräknat 28 dec 1631. Död 11 november 1694 i Lommaryd.
- Mårten Poppelman. Född uppskattat 1633. Död före 6 mars 1682. Något misslyckad bryggare.
- Emerentia Poppelman. Född uppskattat 1635. Död efter 1709 i Göteborg. En duktig driftig bryggare.
- Johan Poppelman. Född 1637 i Göteborg. Död 1712.
- Maria Poppelman. Född omkring 1640. Död 13 november 1659 i Göteborg Kristine.
- Anna Poppelman. Född omkring 1645. Död efter 1709.
- Johannes Caspari Poppelman. Biskop i Göteborg. Född 6 oktober 1649, död 30 juni 1725